# Jack Zduriencik
Jack Zduriencik (né le 11 janvier 1951 à New Castle, Pennsylvanie, États-Unis) est un dirigeant de baseball. Longtemps directeur du recrutement chez les Brewers de Milwaukee, il est directeur général des Mariners de Seattle de la Ligue majeure de baseball d'octobre 2008 à août 2015.

## Biographie
Jack Zduriencik est directeur du recrutement chez les Pirates de Pittsburgh de 1991 à 1993, directeur des opérations en ligues mineures dans l'organisation des Mets de New York de 1996 à 1999.

### Brewers de Milwaukee
Nommé directeur du recrutement chez les Brewers de Milwaukee en octobre 1999, un poste qu'il occupe jusqu'en octobre 2008, Zduriencik contribue au redressement d'une franchise qui stagne depuis des années et n'a pas participé aux séries éliminatoires depuis 1982. Durant la période 2000-2008, Milwaukee repêche des joueurs tels Prince Fielder, Ryan Braun, Rickie Weeks, J. J. Hardy et Yovani Gallardo, puis participe finalement aux éliminatoires en 2008 et 2011.

### Mariners de Seattle

#### 2008-2013
Le 22 octobre 2008, Jack Zduriencik est nommé directeur-gérant des Mariners de Seattle. Il succède à Lee Pelekoudas, qui assurait l'intérim depuis le congédiement en juin 2008 du directeur-gérant Bill Bavasi. Les Mariners viennent d'encaisser 101 défaites en 2008, leur pire saison depuis 1983, et n'ont pas participé aux éliminatoires depuis 2001. Moins d'un mois plus tard, Zduriencik engage un nouveau manager pour les Mariners, Don Wakamatsu, puis en décembre il complète un échange à trois clubs où 12 joueurs changent d'équipe, Seattle recevant entre autres dans la transaction Jason Vargas et Franklin Gutiérrez. L'époque Zduriencik commence bien : le club remporte 85 victoires contre 77 défaites en 2009, mais les performances plombent rapidement par la suite : suivent des campagnes de 101, 95, 87 et 91 défaites, respectivement, de 2010 à 2013. 
En décembre 2009, Zduriencik acquiert le lanceur étoile Cliff Lee des Phillies de Philadelphie en retour de Phillippe Aumont, J. C. Ramírez et Tyson Gillies. Il est en revanche critiqué pour ne pas avoir obtenu suffisamment lorsqu'il se départ de Lee, cédé aux Rangers du Texas en juillet 2010 avec Mark Lowe en retour de Justin Smoak, Blake Beavan, Josh Lueke et Matt Lawson. Du groupe, Smoak est considéré comme un prometteur joueur d'avenir mais ne connaîtra jamais le succès à Seattle. Le club est aussi critiqué pour l'acquisition de Lueke : certains membres de l'organisation des Mariners nient avoir été informés que le jeune joueur avait enregistré un plaidoyer de non contestation à des accusations de viol, alors que d'autres au sein de la franchise affirment au contraire que l'équipe était parfaitement au courant de son passé criminel. La période 2010-2013 est marquée par de mauvais résultats, une offensive anémique et la déception causée par de jeunes joueurs qui ne réalisent jamais leur potentiel (Smoak, Michael Saunders, Dustin Ackley, Jesús Montero). En juillet 2011, les Mariners transfèrent le jeune Doug Fister aux Tigers de Détroit, où il devient un membre important de leur rotation de lanceurs partants tandis que Seattle bénéficie fort peu du retour obtenu (Charlie Furbush, Chance Ruffin et Casper Wells).
Sur le marché des agents libres, l'entente de 4 ans accordé à Chone Figgins en décembre 2009 devient un désastre qui prend fin par le licenciement du joueur un an avant l'échéance du contrat. Seattle peine à attirer des agents libres de renom : ils échouent dans leurs tentatives de mettre sous contrat l'ancien des Brewers Prince Fielder avant la saison 2012 ou, l'année suivante, Josh Hamilton.

#### Saisons 2014 et 2015
La direction prise par les Mariners commence à changer après quelques années. Le 13 février 2013, le lanceur étoile Félix Hernández, l'un des meilleurs de la ligue, signe une prolongation de contrat de 175 millions de dollars pour 7 saisons avec Seattle. Lloyd McClendon devient le 4e gérant de l'ère Zduriencik lorsqu'il remplace Eric Wedge après la saison 2013. Avant la saison 2014, le joueur de deuxième but vedette Robinson Canó tourne le dos aux Yankees de New York après 9 brillantes saisons et rejoint Seattle pour 10 ans et 240 millions de dollars. Avec 87 victoires et 75 défaites en 2014, les Mariners réalisent leur meilleure performance depuis 2007 et ne sont qu'à un match de se qualifier pour les éliminatoires. En août 2014, Zduriencik accepte une prolongation de plusieurs saisons de son rôle de directeur-gérant des Mariners. Les Mariners sont considérés parmi les bonnes équipes de la Ligue américaine à l'approche de la saison 2015, avec un bon nombre de joueurs (Hernández, Canó, Kyle Seager, Taijuan Walker, James Paxton, Roenis Elías, Danny Hultzen), des lanceurs en particulier, sous contrat pour encore plus de 5 ans avec l'équipe et l'ajout de joueurs autonomes susceptibles d'améliorer l'offensive tel Nelson Cruz.
Alors que plusieurs observateurs considèrent les Mariners comme l'une des meilleures équipes de la Ligue américaine avant le début de la saison 2015, Seattle n'est jamais vraiment dans le coup et s'avère une grande déception. Le 28 août 2015, ils ont la 3e pire fiche de l'Américaine (59 victoires, 69 défaites) lorsque les Mariners congédient Zduriencik, en poste depuis 7 ans, et le remplace sur une base intérimaire par Jeff Kingston.